# Steven Bratman
Steven Bratman ist ein US-amerikanischer Arzt, der sich selbst als Alternativmediziner bezeichnet, allerdings keinerlei alternativmedizinische Methoden ohne wissenschaftliche Überprüfung anerkennt. Er schrieb eine große Zahl an Ratgebern. Unter anderem wurde er 1997 durch die Erstbeschreibung der (in der Wissenschaft umstrittenen) Essstörung Orthorexia nervosa bekannt, an der er nach eigener Aussage selbst gelitten hatte.

## Leben
Bratman studierte Humanmedizin an der University of Pennsylvania. Er war u. a. für HealthONE, Concentra und EBSCO Information Services tätig. Heute arbeitet er für das gemeinnützige Netzwerk Sutter Health und im California Pacific Medical Center. Seit 1996 ist er als Autor tätig.
Den Begriff Orthorexia prägte er 1997. Zeitweilig hatte er sich nach eigener Aussage ausschließlich von frischem Obst ernährt, das er spätestens 15 Minuten nach dem Ernten verzehrte. Dies hatte er sich angewöhnt, während er in einer Kommune in New York gelebt hatte.
Über Menschen mit einem solchen Essverhalten sagte er später: „Statt eines Lebens besitzen sie nur noch einen Speiseplan.“
Bratman praktizierte in Fort Collins, Colorado und lebt heute in San Francisco.
Aus eigener Erfahrung schreibt er: „Jemand, der den ganzen Tag damit verbringt, nur Tofu und Quinoa-Kekse zu essen, kann sich so heilig fühlen wie jemand, der sein ganzes Leben der Unterstützung der Obdachlosen gewidmet hat.“

## Schriften
- Beat Depression with St. John's Wort. Prima Lifestyles, 1997. ISBN 978-0761512974.
- The Alternative Medicine Sourcebook: A Realistic Evaluation of Alternative Healing Methods. Lowell House, 1998. ISBN 978-1565658554.
- The Alternative Medicine Ratings Guide: An Expert Panel Ranks the Best Treatments for Over 80 Conditions. Prima Lifestyles, 1998. ISBN 978-0761512783.
- Treating Depression. Prima Lifestyles, 1998. ISBN 978-0761515531.
- Your Complete Guide to Herbs. Prima Lifestyles, 1999. ISBN 978-0761516712.
- Your Complete Guide to Illnesses and Their Natural Remedies. Prima Lifestyles, 1999. ISBN 978-0761517917.
- mit David J. Knoll und Angelo Depalma: Natural Health Bible: From the Most Trusted Source in Health Information, Here Is Your A-Z Guide to Over 200 Herbs, Vitamins, and Supplements. Prima Lifestyles, 1999. ISBN 978-0761520825.
- mit Stephen Gillespie, Lucinda Miller, Victoria Nunamaker und David J. Kroll: Clinical Evaluation of Medicinal Herbs (Interior). Prima Lifestyles, 1990. ISBN 978-0761517054.
- mit David Knight: Health Food Junkies: The Rise of Orthorexia Nervosa - the Health Food Eating Disorder. Harmony, 2004. ISBN 978-0767905855.
- Collins Alternative Health Guide. Collins Reference, 2007. ISBN 978-0061120183.
- mit Richard Harkness: The TNP Handbook of Drug-Herb and Drug-Nutrient Interactions: A Guide for Health Professionals. Prima Lifestyles, 2009. ISBN 978-0761527534.
- mit Andrea Girman: The TNP Handbook of Herbs, Supplements, and Conditions: A Guide for Health Professionals. Prima Lifestyles, 2009. ISBN 978-0761527732.
- mit Deborah Lieberman: The Natural Pharmacist: Homeopathy. Prima Lifestyles, 2009. ISBN 978-0761517580.
- The Natural Pharmacist: Losing Weight: Carbs, Fats, and Natural Supplements. Prima Lifestyles, 2009. ISBN 978-0761520023.

## Tonträger
- The Healer Within: Healing Chronic Illness - A Whole Person Approach with Guided Meditation and Relaxing Music. Light of Mind, 2014.